# 미하일 6세 브링가스
미하일 6세 브링가스(그리스어: Μιχαήλ ΣΤ΄ Βρίγγας) 또는 미하일 6세 스트라티오티코스는 1056년부터 1057년까지 동로마 황제였다.
미하일 브링가스는 스트라티오티쿠스 또는 스트라티오티코스라고 불리기도 하며 또 단순히 "노인"이라는 별칭으로 불렸다. 1056년 8월 여제 테오도라가 죽기 직전 그를 후계자로 삼았는데 그때 이미 나이 지긋한 노인이었다. 그의 즉위식 날 테오도시우스라는 자가 제위를 주장하며 즉석 쿠테타를 벌였으나 곧 진압되었다.
미하일은 무능하고 유약한 인물로 주변인들에게 쉽게 좌지우지되는 인물이었다. 즉위 이듬해 군사 귀족에 대한 포상을 논하는 자리에서 일반 행정관은 포상하고 군사 귀족들은 오히려 공개적으로 비난하며 모욕을 주었다. 그중에는 유능한 장군인 이사키오스 콤니노스가 있었는데 군사 귀족들은 이사키우스를 새로운 황제로 추대했고 미하일 스트라티오티코스에게 반기를 들었다.
이사키오스는 1057년 6월 8일 자신의 영지인 파플라고니아에서 군사를 일으켜 서쪽으로 진군했다. 미하일은 테오도루스와 아론을 징벌군으로 소아시아에 파병했고 8월 20일 이사키우스의 부대와 맞붙었다. 미카엘의 군대는 대패하였고 뿔뿔이 흩어졌다. 미하일은 이사키오스를 부제로 임명하고 다른 후계자를 두지 않는다는 조건으로 이사키오스와 협상을 벌였다. 그러나 콘스탄티노폴리스 총대주교 미카엘 케룰라리오스가 미하일 6세를 폐위하고 성문을 열어 이사키오스를 맞아 들였다.
1057년 9월 1일 이사키오스는 시민들의 환대를 받으며 새로운 황제로 즉위하고 늙은 미하일은 의외로 실명의 형벌이나 유배를 가지 않고 그저 폐위만 당하였고 얼마뒤 그냥 시민의 한 사람으로 죽었다.
| 전임 테오도라 (1055 - 1056) | 동로마 제국의 황제 1056년 - 1057년 | 후임 이사키오스 1세 (1057 - 1059) |

## 같이 보기
- 동로마 황제